# Scheergrund
Scheergrund ist ein Ortsteil der Stadt Leisnig im Landkreis Mittelsachsen. 2011 hatte der Ort 27 Einwohner. Scheergrund war Ortsteil von Klosterbuch, seit 1965 gehört er nach Leisnig.

## Geschichte
Scheergrund entstand um 1550, als der Besitzer des Vorwerks Tautendorf, Hans von Komerstadt, am Grundbach eine Mühle bauen ließ.
Eine ausführliche Geschichte der Scheergrundmühle ist im Neuen Mildensteiner Erzähler zu finden.
Der Ort ist nach Großweitzschen gepfarrt. 